# Черенчани
Черенчани (слч. Čerenčany) насељено је мјесто са административним статусом сеоске општине (слч. obec) у округу Римавска Собота, у Банскобистричком крају, Словачка Република.

## Становништво
| Година:    | 1994. | 2004.   | 2014.    | 2024.   |
| ---------- | ----- | ------- | -------- | ------- |
| Број људи: | 454   | 486     | 555      | 532     |
| Разлика:   |       | +7,04 % | +14,19 % | -4,14 % |

| Година:    | 2023. | 2024.   |
| ---------- | ----- | ------- |
| Број људи: | 537   | 532     |
| Разлика:   |       | -0,93 % |

Према подацима о броју становника из 2011. године насеље је имало 548 становника.